# Fusão dos Social-democratas Haitianos
Fusão dos Social-democratas Haitianos (em crioulo haitiano:  Fuzyon Sosyodemokrat Ayiti, Predefinição:IPA-ht; em francês:  Fusion des Sociaux-Démocrates Haïtienne, IPA: [fyzjɔ̃ de sɔsjodemɔkʁat a.isjɛn]) — também traduzido em algumas fontes como União dos Social-democratas Haitianos — é um partido político do Haiti.

## Histórico
O partido foi criado pouco antes das eleições de 2006 por Serge Gilles, que, em 2004, criou o Grande Partido Socialista Haitiano (Grand Parti Socialiste Haïtien, GPSH). O GPSH fundiu-se com outros partidos dando origem a Fusão.
Por esse partido, Serge Gilles disputou as eleições presidenciais de 7 de fevereiro de 2006 e obteve 2,62% dos votos populares. Nas eleições para o Senado em 7 de fevereiro de 2006, o partido obteve 9,9% dos votos populares e ficou em segundo lugar no número de senadores, com quatro dos trinta senadores. Já nas eleições para a Câmara dos Deputados de 7 de fevereiro e 21 de abril de 2006, o partido conquistou dezessete dos noventa e nove cadeiras, também o segundo lugar. No momento atual faz parte da coalizão governista sob a ex-primeira-ministra Michèle Pierre-Louis.
Formado em 2005 fora da fusão dos social-democratas, suas principais plataformas são a igualdade dos gêneros, a promoção da juventude, o respeito aos direitos humanos, mais responsabilidade pela MINUSTAH e o estado de direito promovendo a democracia e a não-violência.
Para a eleição presidencial de 2015, Beauzile Edmone Supplice foi apresentado como o candidato do partido. Para as eleições parlamentares do mesmo ano, o partido apresentou onze candidatos ao Senado e oitenta e cinco à Câmara dos Deputados.